# NGC 548
NGC 548 je galaksija u zviježđu Kit.

## Vanjske poveznice
- SEDS: NGC 0548